# La porteuse de pain
La porteuse de pain er en fransk stumfilm fra 1923 af René Le Somptier.

## Medvirkende
- Suzanne Desprès som Jeanne Fortier
- Gabriel Signoret som Ovide Soliveau
- Geneviève Félix som Lucie Fortier
- Germaine Rouer som Mary Hartman
- Henri Baudin som Jacques Garraud
- Jacques Guilhène som Lucien Labroue
- René Koval som Cri-Cri